# Panketal
Panketal er en kommune i Landkreis Barnim med 20519 indbyggere, og ligger ved den nordøstlige grænse til Berlin, i delstaten Brandenburg Tyskland.

## Geografi
Panketal kommune ligger på Barnim-plateauet, som blev dannet under istiden og er en del af Niederbarnim. Den højeste punkt i kommunen nås på Gehrenberg med 93 moh. Den eponyme Panke, der er en biflod til Spree, krydser kommunen fra Bernau og former den lige så meget som åen Dranse.

## Historie
Panketal blev dannet i 2003 ved at sammenlægge kommunerne Zepernick og Schwanebeck. Siden 1996 er befolkningen vokset med 52,8%.
Fra 1815 til 1947 var lokaliteterne i Panketal en del af den preussiske Provinsen Brandenburg, fra 1947 til 1952 i delstaten Brandenburg, fra 1952 til 1990 i det Østtyske Bezirk Frankfurt og siden 1990 igen af Brandenburg.
- Rebbane i klatrehaven ved Hobrechtsfelde
- Kirke i Schwanebeck
- Kirke i Zepernick
- Tidligere kornmagasin i Hobrechtsfelde
- Udsigtspunkt i Hobrechtsfelde